# Jesús Zárate
Jesús Zárate Estrada (* 5. September 1974) ist ein ehemaliger mexikanischer Radrennfahrer.
Jesús Zarate errang 1993 im Mannschaftszeitfahren die Silbermedaille bei den Zentralamerika- und Karibikspielen. 1998 wurde er mexikanischer Meister im Straßenrennen und gewann Straßenrennen der Männer bei den Panamerikanischen Meisterschaften. Im folgenden Jahr fuhr er für das US-amerikanische Mercury Cycling Team. In seinem ersten Jahr dort gewann er den Christiana Care Cup und das First Union Wilmington Classic. 2003 gewann er die Vuelta a las Americas. 2005 konnte er eine Etappe der Costa Rica-Rundfahrt für sich entscheiden, und 2006 wurde Zarate Zweiter in der Gesamtwertung der Vuelta a Chihuahua. Zu Beginn der Saison 2007 gewann er ein Teilstück der Kuba-Rundfahrt.

## Erfolge
1993
- Zentralamerika- und Karibikspiele – Teamzeitfahren (mit Irving Aguilar, Domingo González und Juan Camacho)

1998
- Mexikanischer Meister – Straßenrennen

2003
- Vuelta a las Americas

2005
- eine Etappe Costa Rica-Rundfahrt

2007
- eine Etappe Kuba-Rundfahrt

## Teams
- 1999 Mercury Cycling Team
- 2000 Mercury-Manheim Auctions
- 2002 Mercury Cycling Team
- 2006 Tecos de la Universidad Autónoma de Guadalajara
- 2007 Tecos de la Universidad Autónoma de Guadalajara
- 2009 Tecos de la Universidad Autónoma de Guadalajara